# Antiblemma albipunctata
Antiblemma albipunctata là một loài bướm đêm trong họ Erebidae.